# Філіппік (магістр війська)
Філіппік (бл. 550 — бл. 614) — військовий діяч ранньої Візантійської імперії. Висловлюється думка, що саме він є автором військового трактату «Стратегікон», який зазвичай приписується імператору Маврикію.

## Життєпис
Про рід та молоді роки практично відсутні відомості. піднесення кар'єрними щаблями відбулося після сходження на трон його шварґа Маврикія, який призначив Філіппіка комітом ескувітів (начальником імператорських охоронців). У 584 році отримав посаду magister militum per Orientem (військовий магістр Сходу), змінивши на цій посаді Іоанна Містакона, який зазнав невдачі у війні з Персією. Протягом 584—585 років здійснив декілька походів до Північної та Східної Месопотамії. Водночас намагався покращити дисципліну та загартованість військ.
Напочатку 586 року розпочав нову кампанію проти Сасанідської держави. Навесні того ж року у битві при Солахоні в Північній Месопотамії завдав поразки перському війську на чолі із Кардаріганом. Проте підхід нового потужного перського війська викликало паніку серед візантійців, яких Філіппік не зміг заспокоїти. Тому він не скористався перемогою й вимушений був відступити до Малої Азії. після цього передав командування своєму заступнику іпостратегу Іраклію, а сам вирушив до Константинополя. Тут отримав імператорський наказ про скорочення аннони на чверть, але добре знаючи настрою військ, Філіппік виступив проти такого заходу. Тому імператор Маврикій звільнив Філіппіка, поставивши замість нього Пріска.
У 587 році коли більша частина східного війська вчинила заколот проти Пріска, невдоволена наказом Маврикія про аннону, Філіппіка було спрямовано до бунтівників для їх заспокоєння дипломатичними заходами, але невдало. Внаслідок чого перебував у Константинополі, до 589 року, коли знову отримав посаду військового магістра Сходу. Йому було доручено відвоювати Маритирополь, нещодавно захоплений персами. Проте Філіппік зазнав поразки. Внаслідок цього звільнено з посади й заменіно Коментіолом.
У 590 році очолив посольство до шахіншаха Хосрова II, який того ж року посів трон Сасанідської держави. В подальшому обіймав посаду коміту ескувітів. Лише у 598 році призначається magister militum для захисту балканських володінь від нападів аварів, але наскільки успішно він діяв невідомо. Того ж року отримав титул патрикія.
У 602 році після заколоту Фоки проти імператора, Філіппік зумів врятуватися, але вимушений був стати ченцем в Хризополі. У 610 році після захоплення влади Іраклієм Молодший отримав доручення вести перемовини з Коментіолом, братом поваленого імператора Фоки. Втім Філіппіка було арештовано й він ледве врятувався. Слідом за цим повернувся до світського життя.
612 року призначено втретє військовим магістром Сходу. В цей час перський шахбед Шахін, пройшовши Малу Азію, зайняв Халкедон. В свою чергу Філіппік, прибувши до Сирії, розпочав похід на перську територію, розраховуючи змусити Шахіна відступити від Бофсору. Помер під час цих кампаній близько 614 року. Поховано в Хризополі.